# Shellovo řazení

Prohazování barevných pruhů Shellovým řazení s mezerami 5, 3, 1

Shellovo řazení, známé také pod anglickým jménem Shell sort nebo též řazení se snižujícím se přírůstkem, je řadicí algoritmus podobný algoritmu řazení vkládáním, který objevil a v roce 1959 publikoval Donald Shell.
Shellovo řazení je nestabilní řadicí metoda (tj. nezachovává původní pořadí dvou prvků se stejným klíčem - mají-li prvky X a Y stejný klíč a v původním neseřazeném poli se prvek X vyskytuje před prvkem Y, ve výsledném seřazeném poli tomu tak po použití nestabilního řazení nemusí být).
Asymptotická složitost je {\displaystyle O(n^{2})}. Přesto je Shellovo řazení z kvadratických řadicích algoritmů nejvýkonnější. Časová složitost Shellova řazení je přibližně rovna {\displaystyle n^{3/2}}.

## Princip
Shellovo řazení funguje podobně jako řazení vkládáním. Ovšem Shellovo řazení neřadí prvky umístěné vedle sebe, nýbrž prvky mezi nimiž je určitá mezera. V každém následujícím kroku je mezera zmenšena. V okamžiku, kdy je mezera zmenšena na velikost 1, tak je principiálně řazeno pomocí řazení vkládáním. Výhoda tohoto přístupu (řazení se snižujícím se přírůstkem) je rychlé přemístění nízkých a vysokých hodnot. Poslední iterace totiž přesune jen minimum prvků.

### Velikost mezery
Aby byla zajištěna nejvyšší efektivita algoritmu, je potřeba zvolit ideální velikost mezery. Marcin Ciura zjistil, že ideální mezerou je 2,2. Jako počáteční mezera je tedy v algoritmu použita největší možná z řady čísel: 1, 4, 10, 23, 57, 132, 301, 701, ... (celočíselné násobky 2,2).

## Implementace
Pseudokód s vnitřním řazením vkládáním (posloupnost od Marcin Ciura):
```
# řazení v poli a[0...n-1].

mezery = [701, 301, 132, 57, 23, 10, 4, 1]

foreach
 (mezera in mezery)
{
    
# Proveďte řazení vkládáním pro každou velikost mezery.
  
    
for
 (i = mezera; i < n; i += 1)
    {
        temp = a[i]
        
for
 (j = i; j >= mezera and a[j - mezera] > temp; j -= mezera)
        {
            a[j] = a[j - mezera]
        }
        a[j] = temp
    }

}
```

### Shellovo řazení v jazyce C/C++
Následující implementace Shellova řazení v jazyce C seřadí pole celočíselných typů (intů).
```
void
 
shellovo_razeni
(
int
 
A
[],
 
int
 
velikost
)
 
{

  
int
 
i
,
 
j
,
 
prirustek
,
 
temp
;

  
prirustek
 
=
 
velikost
 
/
 
2
;

      

  
while
 
(
prirustek
 
>
 
0
)
 
{

    
for
 
(
i
 
=
 
prirustek
;
 
i
 
<
 
velikost
;
 
i
++
)
 
{

      
j
 
=
 
i
;

      
temp
 
=
 
A
[
i
];

      
while
 
((
j
 
>=
 
prirustek
)
 
&&
 
(
A
[
j
-
prirustek
]
 
>
 
temp
))
 
{

        
A
[
j
]
 
=
 
A
[
j
 
-
 
prirustek
];

        
j
 
=
 
j
 
-
 
prirustek
;

      
}

      
A
[
j
]
 
=
 
temp
;

    
}

    

    
if
 
(
prirustek
 
==
 
2
)

       
prirustek
 
=
 
1
;

    
else
 

       
prirustek
 
=
 
(
int
)
 
(
prirustek
 
/
 
2.2
);

  
}

}

```

### Shellovo řazení v Javě
Implementace v Javě je následující:
```
public
 
static
 
void
 
shellovoRazeni
(
int
[]
 
a
)
 
{

    
for
 
(
int
 
prirustek
 
=
 
a
.
length
 
/
 
2
;
 
prirustek
 
>
 
0
;

          
prirustek
 
=
 
(
prirustek
 
==
 
2
 
?
 
1
 
:
 
(
int
)
 
Math
.
round
(
prirustek
 
/
 
2.2
)))
 
{

        
for
 
(
int
 
i
 
=
 
prirustek
;
 
i
 
<
 
a
.
length
;
 
i
++
)
 
{

            
int
 
temp
 
=
 
a
[
i
]
;

            
for
 
(
int
 
j
 
=
 
i
;
 
j
 
>=
 
prirustek
 
&&
 
a
[
j
 
-
 
prirustek
]
 
>
 
temp
;
 
j
 
-=
 
prirustek
){

                
a
[
j
]
 
=
 
a
[
j
 
-
 
prirustek
]
;

                
a
[
j
 
-
 
prirustek
]
 
=
 
temp
;

            
}

        
}

    
}

}

```

### Shellovo řazení v Pythonu
```
  
def
 
shellovorazeni
(
a
):

      
def
 
prirustek_generator
(
a
):

          
h
 
=
 
len
(
a
)

          
while
 
h
 
!=
 
1
:

              
if
 
h
 
==
 
2
:

                  
h
 
=
 
1

              
else
:
 
                  
h
 
=
 
5
*
h
//
11

              
yield
 
h

      
for
 
prirustek
 
in
 
prirustek_generator
(
a
):

          
for
 
i
 
in
 
range
(
prirustek
,
 
len
(
a
)):

              
for
 
j
 
in
 
range
(
i
,
 
prirustek
-
1
,
 
-
prirustek
):

                  
if
 
a
[
j
 
-
 
prirustek
]
 
<
 
a
[
j
]:

                      
break

                  
a
[
j
],
 
a
[
j
 
-
 
prirustek
]
 
=
 
a
[
j
 
-
 
prirustek
],
 
a
[
j
]

      
return
 
a

```